# Wasserspinne – Wunderspinne
Wasserspinne – Wunderspinne (orig. Vizipók-Csodapók) ist eine ungarische Zeichentrick-Serie mit 39 Einzelfolgen, die in Ungarn von 1978 bis 1988 gesendet wurde. Aus den kurzen Einzelepisoden der ersten Staffel wurde 1982 ein Spielfilm von 76 Minuten Länge zusammengestellt.

## Inhalt
Die Serie spielt in der Welt der Spinnen und Insekten. Am Waldsee, wo die Ameisen emsig arbeiten, lebt eine Wasserspinne. Eine Kreuzspinne freundet sich mit der wundersamen „Schwester“ an und gemeinsam meistern sie die Herausforderungen des Alltags, die sie mit den anderen Tieren erleben.

## Episoden

### Staffel 1
| Nr. (ges.) | Nr. (St.) | Deutscher Titel               | Originaltitel               | Erstausstrahlung Ungarn | Deutschsprachige Erstausstrahlung (D) |
| ---------- | --------- | ----------------------------- | --------------------------- | ----------------------- | ------------------------------------- |
| 01         | 01        | Abschied vom Schneckenhaus    | Búcsú a csigaháztól         | 4. Jan. 1978            | 10. Mai 1985                          |
| 02         | 02        | Lufthosen                     | Légnadrág                   | 11. Jan. 1978           |                                       |
| 03         | 03        | Unterwasserhütten             | Vízalatti házikók           | 18. Jan. 1978           |                                       |
| 04         | 04        | Kristallpalast                | Kristálypalota              | 25. Jan. 1978           |                                       |
| 05         | 05        | Warum springt der Wasserfloh? | Miért ugrál a vízibolha?    | 1. Feb. 1978            |                                       |
| 06         | 06        | Liegt die Libellenlarve?      | Hazudik-e a szitakötőlárva? | 8. Feb. 1978            |                                       |
| 07         | 07        | Der Spiralaufzug              | A csigalift                 | 21. Feb. 1978           |                                       |
| 08         | 08        | Schatten unter Wasser         | Árnyék a víz alatt          | 22. März 1978           |                                       |
| 09         | 09        | Das neue Kleid gegen Krebs    | A rák új ruhája             | 1. März 1978            |                                       |
| 10         | 10        | Wiege                         | Békabölcső                  | 15. März 1978           |                                       |
| 11         | 11        | Blasen-Halskette              | Buborék nyaklánc            | 8. März 1978            |                                       |
| 12         | 12        | Ungebildete Mückenlarven      | Neveletlen szúnyoglárvák    | 28. Feb. 1978           |                                       |
| 13         | 13        | Onkel Csibors Pakete          | Csibor bácsi csomagol       | 29. März 1978           |                                       |

### Staffel 2
| Nr. (ges.) | Nr. (St.) | Deutscher Titel                       | Originaltitel            | Erstausstrahlung Ungarn | Deutschsprachige Erstausstrahlung (D) |
| ---------- | --------- | ------------------------------------- | ------------------------ | ----------------------- | ------------------------------------- |
| 14         | 01        | Das schwimmende Schneckenhaus         | Úszik a csigaház         | 21. Aug. 1982           |                                       |
| 15         | 02        | Brennnesselstich                      | Csaláncsípés             | 29. Aug. 1982           |                                       |
| 16         | 03        | Die Schätze der Krebse                | A kandicsrák kincsei     | 4. Sep. 1982            |                                       |
| 17         | 11        | Delikatesse der Dame                  | Katicáék csemegéje       | 11. Sep. 1982           |                                       |
| 18         | 05        | Lebensrettend                         | Életmentés               | 18. Sep. 1982           |                                       |
| 19         | 06        | Da war ein Netz, kein Netz            | Volt háló, nincs háló    | 25. Sep. 1982           |                                       |
| 20         | 07        | Das neue Netz                         | Az új háló               | 2. Okt. 1982            |                                       |
| 21         | 08        | Schneckenhaus mit Tür                 | Csigaház ajtóval         | 9. Okt. 1982            |                                       |
| 22         | 09        | Die Heuschrecke ist keine Heuschrecke | A sáska nem szöcske      | 16. Okt. 1982           |                                       |
| 23         | 10        | Die Eierröhre                         | A tojáscsősz             | 23. Okt. 1982           |                                       |
| 24         | 11        | Welchen Sport machst du?              | Te mit sportolsz?        | 30. Okt. 1982           |                                       |
| 25         | 12        | Unterwasser, unterirdisch             | Víz alatt, föld alatt    | 5. Nov. 1982            |                                       |
| 26         | 13        | Der gefährliche Sandtrichter          | A veszélyes homoktölcsér | 12. Nov. 1982           |                                       |

### Staffel 3
| Nr. (ges.) | Nr. (St.) | Deutscher Titel               | Originaltitel             | Erstausstrahlung Ungarn | Deutschsprachige Erstausstrahlung (D) |
| ---------- | --------- | ----------------------------- | ------------------------- | ----------------------- | ------------------------------------- |
| 27         | 01        | Getanzte Botschaften          | Eltáncolt üzenetek        | 25. Okt. 1987           |                                       |
| 28         | 02        | Wanderblätter                 | Vándorló levelek          | 1. Nov. 1987            |                                       |
| 29         | 03        | Die leckeren Kinder           | Az élelmes gyerekek       | 27. Dez. 1987           |                                       |
| 30         | 04        | Der Wilderer                  | Az orvvadász              | 15. Nov. 1987           |                                       |
| 31         | 05        | Wolke über dem See            | Felhő a tó felett         | 22. Nov. 1987           |                                       |
| 32         | 06        | Die unangenehme Nachbarschaft | A kellemetlen szomszédság | 8. Nov. 1987            |                                       |
| 33         | 07        | Gäste am See                  | Vendégek a tóban          | 6. Dez. 1987            |                                       |
| 34         | 08        | Das Duell                     | A párbaj                  | 3. Jan. 1988            |                                       |
| 35         | 09        | Das trübe Wasser              | A zavaros víz             | 29. Nov. 1987           |                                       |
| 36         | 10        | Jeder kann falsch liegen      | Mindenki tévedhet         | 13. Dez. 1987           |                                       |
| 37         | 11        | Die große Reise               | A nagy kirándulás         | 20. Dez. 1987           |                                       |
| 38         | 12        | Der alte Arzt                 | Az öreg doktor            | 10. Jan. 1988           |                                       |
| 39         | 13        | Herbstwind                    | Őszi szél                 | 17. Jan. 1988           |                                       |